# Троянско
 Тази статия е за историко-географската област.  За общината вижте Троян (община).  
Троянско е историко-географска област в Северна България, около град Троян.
Територията ѝ съвпада приблизително с някогашната Троянска околия – днешните общини Троян и Априлци. Разположена е по горното поречие на реките Осъм и Видима в Стара планина и Предбалкана. Граничи с Ловешко на север, Севлиевско на изток, Карловско на юг и Тетевенско на запад.